# Ecaterina Stahl-Iencic
Ecaterina Stahl-Iencic, född 31 juli 1946 i Satu Mare, Rumänien, död 26 november 2009, var en rumänsk fäktare.
Stahl-Iencic tog OS-brons i damernas lagtävling i florett i samband med de olympiska fäktningstävlingarna 1972 i München.
Hon tillhörde den ungerska minoriteten i Transsylvanien.